# Талассомедон
Талассомедон (лат. Thalassomedon, от др.-греч. θᾰλασσομέδων «властелин моря») — род вымерших рептилий из надотряда завроптеригий, отряда плезиозавров.
Учитывая его размеры, талассомедон, вероятно, не имел естественных врагов во времена своего существования и в дальнейшем вымер из-за конкуренции с другими плезиозаврами и появления морских хищников, приспособленных к охоте на крупную добычу — мозазавров, таких, как тилозавр.

## Открытие
Первое из известных открытий талассомедона датируется 1939 годом, когда палеонтолог Р. Л. Ланденберг обнаружил его голотип в США, штате Колорадо. А своё название талассомедон получил в 1943 году, благодаря палеонтологу Сэмюэлу Полу Уэллесу.

## Общие сведения

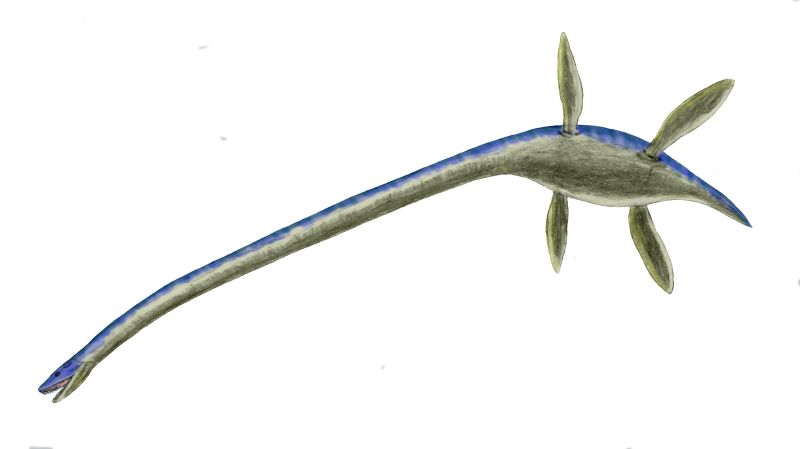
Реконструкция

Талассомедон обитал на нашей планете в эпоху сеноманского века позднего мелового периода, в море, которое в ту эпоху разделяло на две части Северную Америку, примерно 95 миллионов лет назад. Помимо Колорадо, остатки находят также в Монтане. Ближайшим родственником талассомедона был более известный эласмозавр, появившийся несколько позднее. Скелеты талассомедонов выставлены в шести американских палеонтологических музеях, в частности, в Американском музее Естественной истории в Нью-Йорке (голотип AMNH) и в Денверском музее Естественной истории (голотип DMNH). Известно, что черепа у скелетов, выставленных в трёх из этих музеев — реконструкции, выполненные на основе разрушившихся окаменелостей.

## Систематика
Талассомедон относится к семейству эласмозаврид. Типовой вид — Thalassomedon haningtoni (часто встречаются ошибочные написания haringtoni, hanningtoni). В 1943 году Уэллес также описал род Alzadasaurus riggsi. В 1999 году палеонтолог Карпентер признал его синонимичным к Thalassomedon haningtoni. Другой род альзадазавра, A. colombiensis, был переименован в Callawayasaurus, остальные виды были признаны синонимичными по отношению к стиксозавру.

## Строение

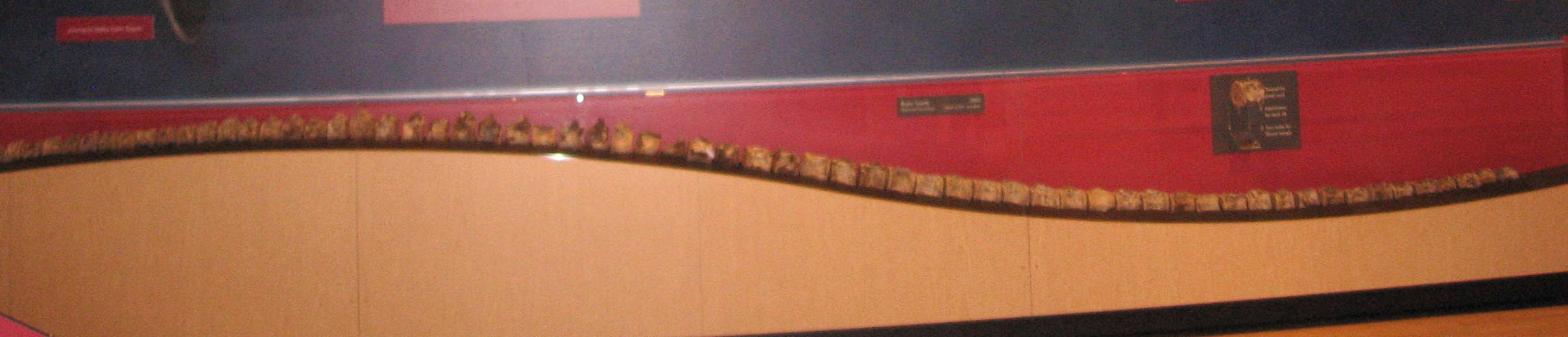
Хвостовые позвонки

При своей общей длине в 12 метров, талласомедон по меркам своего семейства был плезиозавром средних размеров, особенно в сравнении с гигантскими родственниками мауизаврами. При таких габаритах одни ласты его были длиной от полутора до двух метров. В шее его насчитывалось 62 позвонка. Длина черепа составляла 47 см, в то время как зубы составляли в длину 5 сантиметров.
Весьма интересно, что при раскопках в желудках талассомедонов находят камни. Но если стиксозавр использовал их для улучшения переваривания пищи (рыбы, которой он питался), то талассомедон, вероятнее всего, применял их как балласт.